# Wolf von Wrangel
Wolf Freiherr von Wrangel, auch Wolf von Wrangel-Waldburg (* 21. Oktober 1897 in Waldburg; † 18. November 1987 in Göttingen) war ein deutscher Verwaltungsjurist.

## Leben
Seine Eltern waren Freiherr Karl von Wrangel (* 1867 in Waldburg; † 1930 ebenda) und seine erste Ehefrau Marie von L`Estocq (* 1865 in Koblenz; † 1957 in Blankenburg/Harz), Tochter der Marie Freiin von Magnus und des Generals Anton von L`Estocq. Die Eltern ließen sich bereits 1902 scheiden, und der Vater, Gutsherr in Waldburg, heiratete erneut, die Halbcousine Helene Freiin von Wrangel. Wolf von Wrangel hatte Geschwister. Gut Waldburg gehörte schon dem Großvater Gustav von Wrangel (* 1838 in Kurkenfeld; † 1869 in Königsberg i. Pr.).
Nachdem Wrangel als Reserveoffizier am Ersten Weltkrieg teilgenommen hatte, begann er an der Georg-August-Universität Göttingen Rechtswissenschaft zu studieren. Im Februar 1919 wurde er im Corps Saxonia Göttingen aktiv. Als Inaktiver wechselte er an die heimatliche Albertus-Universität Königsberg. Nach dem Referendarexamen wurde er 1922 zum Dr. iur. promoviert. Nach der Assessorprüfung wurde er 1932 (im Jahr des Preußenschlages) Landrat des Kreises Mohrungen. Als er sich 1935 weigerte in die Nationalsozialistische Deutsche Arbeiterpartei einzutreten, musste er das Amt aufgeben. Bis 1939 war er bei der Regierung in Frankfurt (Oder) und später beim Oberpräsidium der Provinz Schlesien in Breslau tätig. Nach dem deutschen Überfall auf Polen fungierte er am Oberpräsidium als „Reichverteidigungsdezernet“ und „Beauftragter für die Umsiedlungen“ und gehörte einer im November 1939 eingerichteten Arbeitsgruppe Umsiedlung an.
Im Zweiten Weltkrieg diente er als Hauptmann beim Heer. Mehrfach schwer verwundet, wurde er als Oberkriegsverwaltungsrat im besetzten Nordfrankreich eingesetzt. Von 1943 bis 1945 war er Güterdirektor der Schaffgotsch in Bad Warmbrunn. Am Tag nach dem Attentat vom 20. Juli 1944 wurde er unter dem Verdacht der Mittäterschaft inhaftiert, aber bald freigelassen.
Nach der Vertreibung kam er mit seiner Familie 1945 nach Niedersachsen. Die britische Militärregierung setzte ihn 1946 als Oberkreisdirektor im Landkreis Münden ein. Eine Zeitlang war er freiberuflich tätig. Von 1952 bis 1956 war er in Bonn Referent im Bundesministerium des Innern. Im Wege der Wiedergutmachung wurde er nachträglich zum Regierungsvizepräsidenten ernannt.
Mit Götz von Selle, Walther Hubatsch und Friedrich Hoffmann gehörte er zu den Gründern des Göttinger Arbeitskreises. Er schuf das „Ostpreußenabzeichen“ mit der Elchschaufel. Den Ruhestand verlebte er in Todtnauberg und Göttingen, wo er kurz nach seinem 90. Geburtstag starb.
Als Autor nannte er sich nach dem Heimatgut der Vorfahren und Anverwandten aus der selbigen genealogischen Familienlinie Wolf von Wrangel-Waldburg.

## Werke
- Der Kreis Mohrungen. Ein ostpreussisches Heimatbuch. Würzburg 1967. Auszug/Titel
- Deutschland im gespaltenen Europa. Leer 1969. Titel
- Schmand mit Glumse. Witze und Geschichten aus der Georgine. Würzburg 1969. Titel

## Familie
Wolf von Wrangel heiratete am 24. August 1928 in Reddentin, Kreis Schlawe/Pommern, Ingeborg von Below, Tochter der Anna Maria von Zitzewitz-Zezenow und des Waldgutsbesitzers Otto von Below in Raudischken. Das Ehepaar lebte um 1940 in Berlin und dann in den 1950er Jahren im Schwarzwald und hatte drei Töchter und zwei Söhne. Die älteste Tochter heiratete den ehem. Gutsbesitzer Rüdiger von Bandemer-Weitenhagen. Der älteste Sohn Friedrich-Karl von Wrangel wurde Offizier in der Bundeswehr. 

## Genealogie
- Hans Friedrich von Ehrenkrook, Carola von Ehrenkrook, Friedrich Wilhelm Euler, Jürgen Tiedicke von Flotow, Walter von Hueck, u. a.: Genealogisches Handbuch der Freiherrlichen Häuser A (Uradel) 1962. Band IV, Band 27 der Gesamtreihe GHdA, Hrsg. Deutsches Adelsarchiv, C. A. Starke, Limburg an der Lahn 1962, ISSN 0435-2408, S. 536 f.
- Gothaisches Genealogisches Taschenbuch der Freiherrlichen Häuser. Zugleich Adelsmatrikel der D.A.G. Teil A (Uradel). 1942. Zweiundneunzigster Jahrgang, Justus Perthes, Gotha 1941, S. 636–637.